# Bangang-Fondji
Pour les articles homonymes, voir Bangang (homonymie).
Bangang-Fondji (La'a Ngak')   est un village de l'ouest Cameroun, en 'pays' Bamiléké situé dans l'arrondissement de Djebem. C'est un groupement du département du Koung-Khi, région de l'Ouest et le siège d'une chefferie traditionnelle de 2e degré.

## Géographie
Bangang-Fondji est accessible par la route : au nord par Bandjoun à environ 10 km ; au sud par Bangang-Fokam via Bangoua(kamna).
Ce Groupement est limitrophe au nord de Bandjoun, au sud de Bangang-Fokam, à l'est du fleuve Noun, et à l'ouest du Groupement Batoufam.

### Faune et flore
Le braconnage et la disparition des habitats naturels appauvrit la faune et menace le déplacement des animaux comme les buffles venant de l’Adamaoua.

### Chefferie
Bangang-Fondji est une Chefferie de 2e degré qui compte huit villages : Piègne-njingwi, Panche, Souk, Toudjouock, Tsa'a, Ndionche, Mendji, Piègne-Famgang. Actuellement[Quand ?] cette Chefferie en est à sa 22e dynastie celle de Fe Nono Mouben Serge Rodrigue.

### Dynasties royales
À Bangang-Fondji, le roi est généralement désigné sous plusieurs appellations comme Mbeulok pour les Bangang-Fondji et Nomtemah pour d’autres. Les souverains jouissent des pouvoirs matériels et spirituels après leur séjour d'initiation de 9 semaines au la'a kwak.
La généalogie exacte des Chefs à Bangang-Fondji est incomplète. Les noms de souverains, les rangs des Chefs Toutcha’a, Nanpip et Tôôkelok et les périodes de règne manquent.
La dynastie de la Chefferie Supérieure Bangang-Fondji daterait du XVIe siècle.
Généalogie et œuvre des souverains Bangang-Fondji.
| Rang    | Souverain                  | Période                           | Notes | Portrait |
| ------- | -------------------------- | --------------------------------- | --- | -------- |
| 1       | Fe Nji (Ndjomeni)          |                                   | Prince jumeau à la Cour Royale de Foumban, aventurier et combattant, amorça la traversée du Noun avec quelques fidèles pour fonder Bangang-Fondji. |          |
| 2       | Fe Tita Galo               |                                   | Visionnaire, dominateur, fait la conquête des nouvelles terres et transfère la Chefferie à Woussèh |          |
| 3,.., 8 |                            |                                   | Cette section est vide, insuffisamment détaillée ou incomplète. Votre aide est la bienvenue ! Comment faire ? |          |
| 9       | Fe Tchantsouo              |                                   | Meurt sans enfants |          |
| 10      | Fe Menjiongue              |                                   | Stratège, tacticien et meneur d’hommes, il conquiert des terres au sud et transfère la Chefferie à Medji. De là il triomphe sur Menkap Njiojip qui s’exile vers le Noun. Fe Mejip et Fe Nangop, vassaux de Menkap Djiojip deviennent sous-chefs sous Fe Menjiongue qui les installe à Djemwôo et Medji. Ils sont plus tard expulsés vers Bandjoun après des troubles et une guerre tribale |          |
| 11      | Fe Kiontsekwe              |                                   | Il succéda à son père Fe Menjiongue |          |
| 12      | Fe Njiojip                 |                                   | Fils de Kiontsekwe |          |
| 13      | Fe Nontchouo               |                                   | Son patronyme reste inconnu, Nontchouo ou ‘’Nonchwe’’ = ‘’barbe’’ en patois étant son pseudonyme, la longueur de sa barbe étant symptomatique. Il disparait |          |
| 14      | Fe Tepenguep               |                                   | Visionnaire et tacticien, il déjoue les visées impérialiste de Bandjoun en transférant la Chefferie de Medji à Toudjouokoù elle se trouve jusqu’à nos jours. |          |
| 15      | Fe Wette I (We Ketchouang) |                                   | En diplomate, il scella les liens de bon voisinage et d’amitié avec les Bandjoun, notamment Fe Fotso II, en lui donnant sa fille Ketchouang en mariage. Avant sa mort il désigna son fils Wette II pour lui succéder. Malheureusement à sa mort, Wette II fut écarté du trône par les notables qui intronisèrent son oncle Nono jusqu’alors Nkoupou de Wette I. |          |
| 16      | Fe Nono                    | - 1922                            | Non désigné, il arrive sur le trône par la ruse et son sens du devoir. Réputé cruel, cupide, esclavagiste et pour avoir cédé Djemgang aux Batoufam, négocié des terres avec les Bangang-Fokam au niveau de Bionche. Avant sa mort, il désigne son fils Lewe Jacques pour lui succéder. Malgré le sceau du rituel du CADI par les notables, la mère de Lewe Jacques s'y oppose et l’administration coloniale demanda un autre fils de la Chefferie comme chef. Wette II est préféré à son cousin Lewe Jacques. |          |
| 17      | Fe Wette II (We Nootchoug) | 1922 — 1971                       | Il semble détenir le record de longévité et de tumulte. La Période de Troubles et chaos: Débute par la mort de 9 notables de son prédécesseur sur 10 ; du fait du cadi. Les survivants décampaient. Fe Wette II ne se sentant plus en sécurité à Bangang-Fondji, se réfugie à Bandjoun chez sa sœur. Ses sujets le taxent de traître au service des Bandjoun. Avec les mouvements nationalistes à l’Ouest, massacrés par des guerres tribales et les nationalistes, les Bangang-Fondji 'disparaissent', beaucoup vont en pays Bamoun. De 1961 à 1965, le village est désert, inaccessible. Même les maisons ont disparu. La renaissance: de 1961 à 1965, les Bangang-Fondji, avec Lowe Pierre, demandent et obtiennent le 31 juillet 1965 le retour sur leurs terres. Quand Bangang-Fondji et Fe Wette II retrouvent leurs terres, Lowe Pierre et Nguepkap Nanseu Samuel sont anoblis. Sous Fe Wette II Bangang-Fondji connait l'ouverture de l’École Publique ; d’un centre d’état civil ; de la route Moudjo-Bangang-Fondji-Bangang-Fokam par kapna ; du Comité pour le Développement et la célébration du ‘’grand retour’’ le 31 juillet de chaque année. Il meurt pendant la danse du ‘’NDJOUH’’ préparatif à cette fête en ne laissant qu’une fille. |          |
| 18      | Lewe Jacques               | 1971 — mars 1974                  | Infirmier à Dschang, il soigne et conseille. Il introduit la culture du haricot à Bangang-Fondji, change le cycle de culture et avance le labour en saison sèche ; le semis en début de saison des pluies pour une récolte en fin de saison des pluies. Labourer tardivement au début des pluies pour un semis en fin des pluies pénalisait la croissance et les récoltes en saison sèche. Il fait extraire le sable pour la construction des bâtiments de l’École publique. Il meurt en mars 1974 |          |
| 19      | Noubot François            | mars 1974 — février 1977          | Succède à son père Lewe Jacques. Adepte du travail bien fait et avec un sens communautaire poussé, il se faisait appeler ‘’c’est moi le coq’’, le Chef. Il rompt avec les grands conseillers dont il hérite. Déchoit ceux qui avaient été anoblis par Wette II. La même année de son intronisation, il avait dissout le Comité de développement animé par Nwembo Mbeuengouok et Lowe Pierre. Sa témérité lui vaut une destitution Février 1977. |          |
| 20      | Mouben Jean                | Février 1977 — 1987               | Il n’a passé que 9 jours au lieu de 9 semaines au La’a-kwak. Sous son règne Bangang-Fondji devient Chefferie de 2e degré par un décret de 1982. On lui doit la disparition des hyènes dans la région, ceci grâce à une potion avec laquelle il s’oignait depuis le pays Bamoun. |          |
| 21      | Kodjouo Emmanuel           | 1987 — 2013 Chef depuis 38 années | Entreprenant et dynamique à ses débuts. Quelques projets sont réalisés ou en cours : Bitumage de la route Semto-Bangang-Fondji… ; centre de santé intégré, route pour la plaine pour l'exploitation de ses richesses, CES, Adductions d’eau potable, Centre de Santé Intégré’’. |          |

## Histoire
Bangang-Fondji a été créé par Ndjomeni, un jumeau et prince de la cour de Foumban. « Par désir de voir ailleurs, il traverse le fleuve et s’installe à l’emplacement actuel avec quelques fidèles ». Ils sont désignés Bangang, ceux qui ont dit non.
Les troubles de l’indépendance du Cameroun videront Bangang-Fondji de sa population. Une bonne partie des hommes et femmes repartiront au pays Bamoun.
La localité comptera 242 habitants en 1966
Un rapport mentionne : 
Piste auto de Famla (quartier de Bandjoun) à Bangang-Fondji
Posit.:Mér.:1 °30', Par 5°16' Alt.: 1 400 m 
Accès par piste
1 École officielle au cycle complet.
« Les Bangang-Fondji ont les pieds là, mais le cœur ailleurs ». Comme le raconte la légende qui veut que les populations de ce village soin et réputées pour leur « propension à régler le moindre problème en sortant leur couteau de son fourreau ».
Les Bangang-Fondji ont fait preuve d’intelligence et de technique dès le XVIIe siècle. Ils construisent le « pont des singes » qui relie les pays Bamoun et Bamiléké. 

### Éducation et santé
Bangang-Fondji possède :
un collège d'enseignement secondaire (CES), une école publique, une école maternelle, un centre de santé intégré.

### Langue
La population parle un dialecte nommé "hop ba ngang" classifié dans la sous-aire dialectale : "Nda'nda' Est" (avec le Tswefap parlé à Batoufam et le denfap parlé à Bandrefam) qui fait partie de la langue Nda'nda', que l'on retrouve dans le sud du territoire de l'ex-Mifi.

#### Éléments de patois
[réf. à confirmer]
- Français (Frenci) = Bangang-Fondji (Hop'a Ngak)
- Bonjour ; Comment ca va ? = Wa Tso'o; E me pah lié?
- Le village = La'a
- Le marché = To'oh
- La chefferie = Tsueh
- Le champ = Gwi
- L'école = Secoo
- Le chef = Fe'
- Notable = NKap
- Mon ami = Soua
- Eau = Che
- Repas = Jetseu
- Maison = Pa's
- Voiture = Matoua
- Enfant = Woueh
- Père = Pepa
- Mère = Mêmi
- Pays = NGouong
- Bangang Fondji = Ngak Fedjie
- Bangang Fokam = Ngak Fokop
- Bandjoun = La'a Djou
- Bafoussam = Fessè
- Anglais = Grissi
- Vin = Ngnou
- Argent = NKè
- Animal = Nob
- Rat = Bèdou
- Poule = Nguip
- Livre = Wouagne
- Arachides = Biyak
- Vélo = Kwack
- Soleil = Nep
- Lune = Memwe
- Le mois = Mwe
- L'année = Gouh

Voir les ressemblances et différences avec le Bandenkop et le Bamena

## Activités

### Tourisme

#### Sites touristiques
- Chue' Lieu : Pont en rotin sur le Noun. Pont d’échanges commerciaux et de migrations construit au XVIIe siècle qui relie les pays Bamiléké et Bamoun. Aujourd'hui lieu de pèlerinage.
- La plaine de Souk
- Le mont Kouoknang
- La riviève Noun : pour observer les animaux tels les hippopotames, pour le kayak, ...